# Amtshaus (Acholshausen)

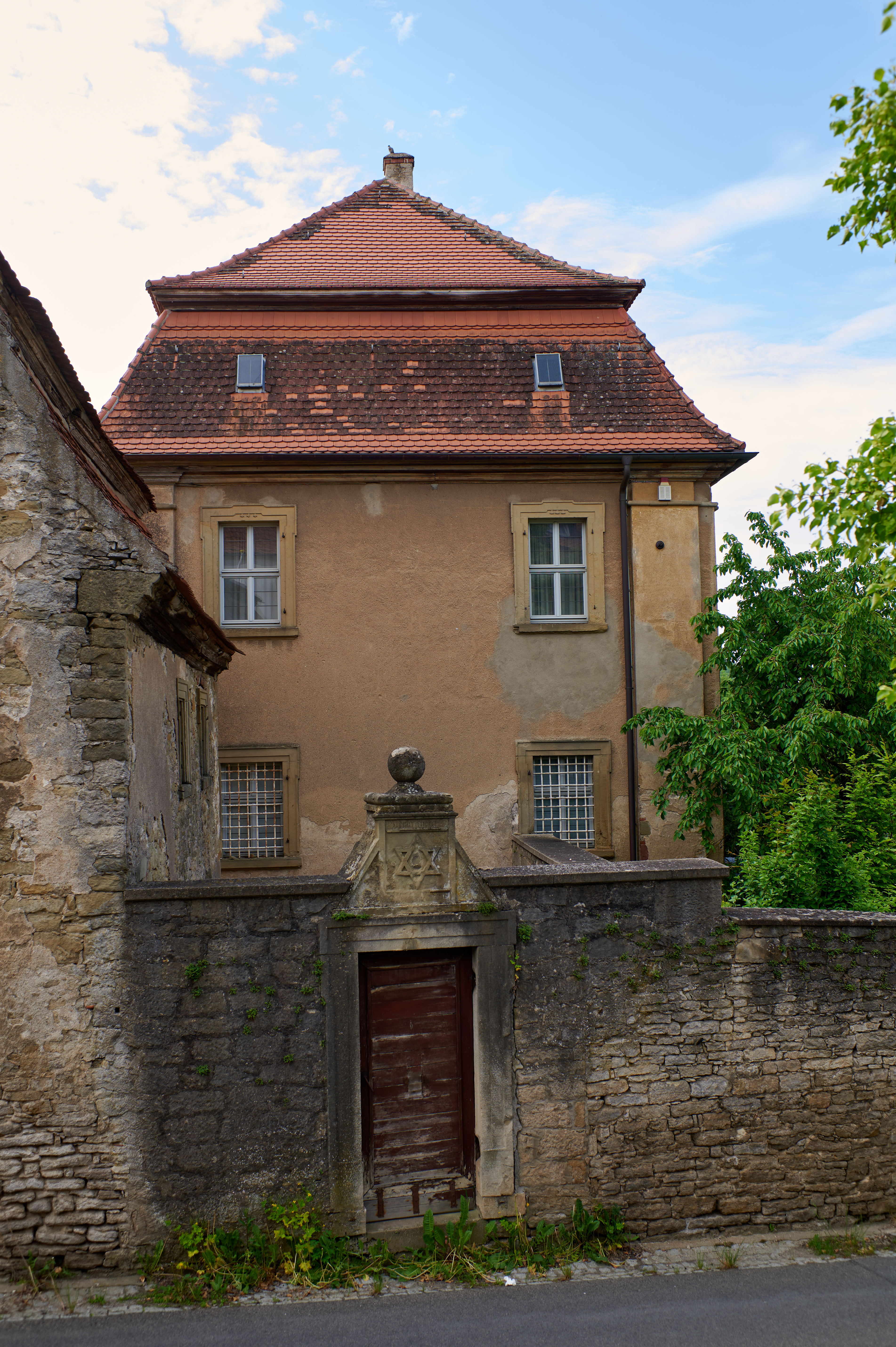
Ehemaliges Amtshaus in Acholshausen

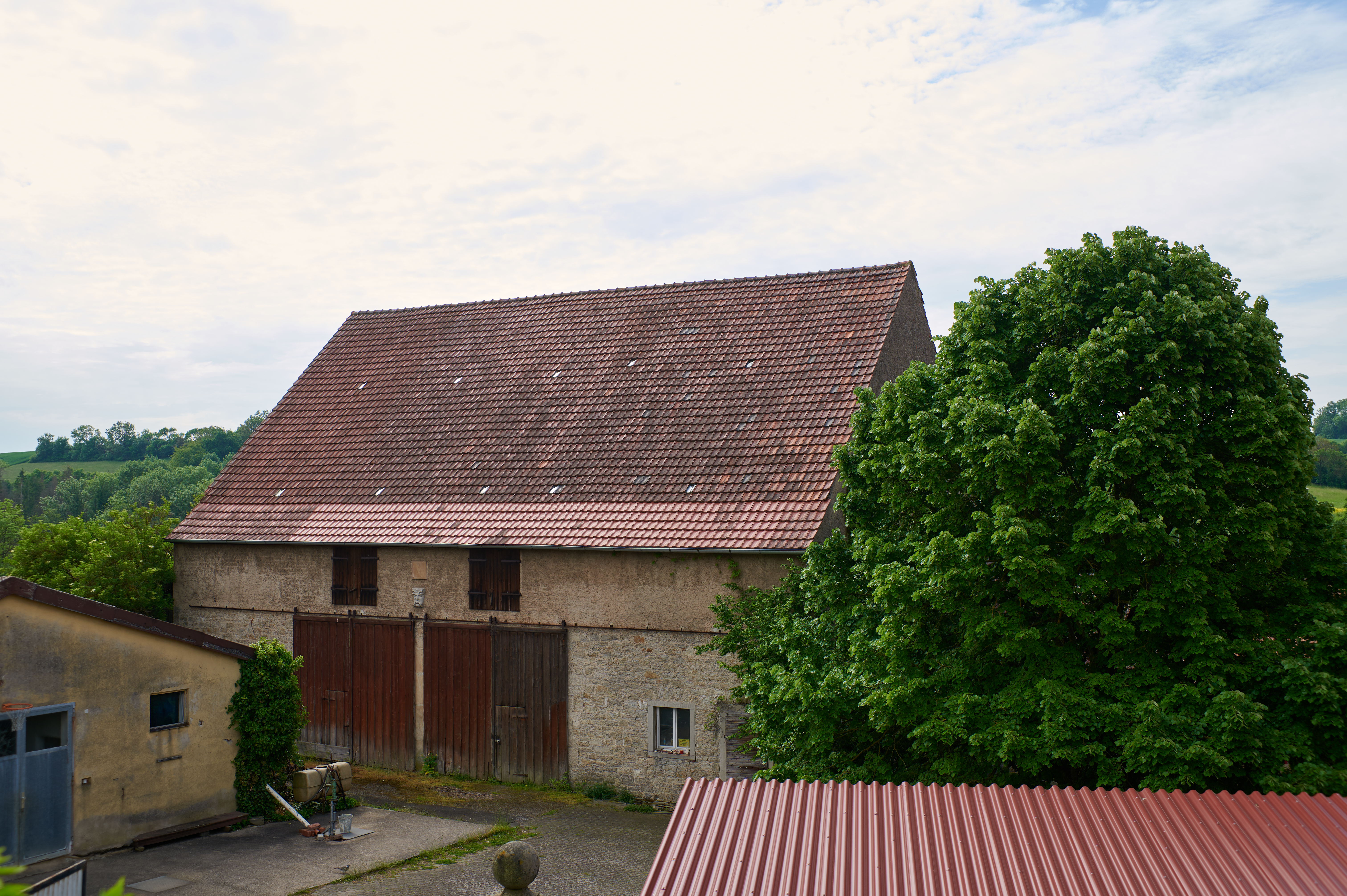
Nebengebäude

Das Amtshaus in Acholshausen, einem Gemeindeteil der bayerischen Gemeinde Gaukönigshofen im Landkreis Würzburg in Unterfranken, wurde 1716 vom Baumeister Joseph Greissing errichtet. Das ehemalige Amtshaus an der Hugo-Wilz-Straße 17 ist ein geschütztes Baudenkmal.
Das Amtshaus von Stift Haug in Würzburg, das seit 1125 Güter in Acholshausen besaß, ist ein zweigeschossiger Mansardwalmdachbau mit sieben Fensterachsen, Eckpilastern und geohrten Fensterrahmungen. Der Eingang mit Freitreppe und Supraporte wird von einem Rundbogengiebel geschmückt.
Das Nebengebäude ist ein zweigeschossiger Mansarddachbau mit Fachwerk im Giebel. Die Umfassungsmauer mit Stützstreben stammt ebenfalls aus dem 18. Jahrhundert.
Der ehemalige Sitz des Amtsmanns ist seit der Säkularisation in Privatbesitz.